# Rita Gam
Rita Gam (* 2. April 1927 in Pittsburgh, Pennsylvania; † 22. März 2016 in Los Angeles, Kalifornien) war eine US-amerikanische Schauspielerin.

## Leben und Werk
Rita Gam, die als Brautjungfer auf der Hochzeit von Grace Kelly mit Fürst Rainier von Monaco in Erscheinung trat, wirkte seit 1952 in 24 Spielfilmen mit. Die berühmtesten waren 1959 Hannibal von Edgar G. Ulmer und 1961 König der Könige von Nicholas Ray. Hinzu kommen Auftritte in verschiedenen Fernsehserien. Zuletzt trat sie als Schauspielerin Mitte der 1990er Jahre in Erscheinung.
1953 war sie in der Kategorie Beste Nachwuchsdarstellerin mit dem Film Ich bin ein Atomspion von Regisseur Russell Rouse für den Golden Globe nominiert. Für No Exit gewann sie auf der Berlinale 1962 den Silbernen Bären als beste Schauspielerin.
Cecil B. DeMille wollte Rita Gam zunächst für Die zehn Gebote besetzen, doch in Gesprächen mit dem Regisseur lehnte sie den Part ab, da sie sich selbst für zu unreligiös hielt.
Rita Gam war zweimal verheiratet; zwischen 1949 und 1954 mit dem Regisseur Sidney Lumet und zwischen 1956 und 1963 mit dem Verleger Thomas Guinzburg, mit dem sie auch zwei Kinder bekam. Sie starb im Alter von 88 Jahren in einem Krankenhaus in Los Angeles.

## Filmografie (Auswahl)
- 1952: Ich bin ein Atomspion (The Thief)
- 1953: Das unsichtbare Netz (Night People)
- 1953: Saadia
- 1954: Attila, der Hunnenkönig (Sign of the Pagan)
- 1955: Frauen um Richard Wagner (Magic Fire)
- 1956: Mohawk
- 1958: Der Sierra-Baron (Sierra-Baron)
- 1959: Hannibal (Annibale)
- 1960: König der Könige (King of Kings)
- 1962: Geschlossene Gesellschaft (No Exit)
- 1970: Klute
- 1970: Shoot Out – Abrechnung in Gun Hill (Shoot Out)
- 1986: Distortions